# Campo de Gómara
El Campo de Gómara és una comarca de la província de Sòria (Castella i Lleó). El cap comarcal és Gómara.

## Municipis
- Alconaba

- Aldealafuente
- Aldealpozo
- Aldealseñor
- Aldehuela de Periáñez
- Aliud
- Almajano
- Almaluez
- Almazul
- Almenar de Soria
- Arancón
- Beratón
- Bliecos
- Borobia
- Buberos
- Buitrago
- Cabrejas del Campo
- Candilichera
- Cañamaque
- Carabantes
- Cihuela
- Ciria
- Cirujales del Río
- Deza
- Fuentecantos
- Fuentelmonge
- Fuentelsaz de Soria
- Gómara
- Hinojosa del Campo
- La Losilla
- Los Villares de Soria
- Monteagudo de las Vicarías
- Narros
- Pinilla del Campo
- Portillo de Soria
- Pozalmuro
- Quiñonería
- Renieblas
- Reznos
- Santa María de Huerta
- Serón de Nágima
- Tajahuerce
- Tapiela
- Tejado
- Torlengua
- Torrubia de Soria
- Villar del Campo
- Villaseca de Arciel